# Monee (Illinois)
Monee – wieś w Stanach Zjednoczonych, w stanie Illinois, w hrabstwie Will.